# Rozogi (gmina)
Pour les articles homonymes, voir Rozogi.
Rozogi est une gmina rurale du powiat de Szczytno, Varmie-Mazurie, dans le nord de la Pologne. Son siège est le village de Rozogi, qui se situe environ 26 km à l'est de Szczytno et 58 km à l'est de la capitale régionale Olsztyn.
La gmina couvre une superficie de 223,95 km2 pour une population de 5 643 habitants.

## Géographie
La gmina inclut les villages d'Antonia, Borki Rozowskie, Dąbrowy, Faryny, Kiełbasy, Kilimany, Klon, Kokoszki, Kowalik, Księży Lasek, Kwiatuszki Wielkie, Lipniak, Łuka, Nowy Suchoros, Orzeszki, Radostowo, Rozogi, Spaliny Małe, Spaliny Wielkie, Wilamowo, Wujaki, Wysoki Grąd, Występ et Zawojki.
La gmina borde les gminy de Czarnia, Łyse, Myszyniec, Pisz, Ruciane-Nida, Świętajno, Szczytno et Wielbark.